# 榊幸治
榊 幸治（さかき こうじ、1967年3月6日 - ）は、コールマンの達人。北海道札幌市在住のBBQライフ研究家。日本のアウトドア愛好家。北海道BBQカレッジ代表。日本BBQカレッジ代表。大阪府四條畷市出身。酪農学園大学卒業。【ぷろふ榊】や【prof.さかき】ども呼ばれている。

## 概要
食肉メーカーに勤務していた経験を活かし、有志とともに2004年に「北海道BBQカレッジ」を開設。道内の観光資源であるアウトドアを通じ、道産の食材の利用推進と現代日本の食文化への警鐘を目的として活動する。「食育」に関する、カチッとした方向性を明確に打ち出す…というより、かなりユルユルに食文化の大切さを認識してもらいたいと考えている。
北海道内はもとより、日本各地でバーベキュー講習会を開催しているほか、食品加工業への商品開発や流通指導などの積極的な働きかけも行っている。
主な著者に「premium  BBQ」（三栄書房）がある。
2007年10月4日に放送された「とんねるずのみなさんのおかげでした」の特番内のコーナー「博士と助手〜細かすぎて伝わらないモノマネ選手権〜」で常連出場者のくじらが物真似を披露したことで知名度が上昇した。